# Ліпово (гміна Барглув-Косьцельни)
Ліпово (пол. Lipowo) — село в Польщі, у гміні Барглув-Косьцельний Августівського повіту Підляського воєводства.
У 1975-1998 роках село належало до Сувальського воєводства.